# Adokiye Amiesimaka
Adokiye Amiesimaka (ur. 23 listopada 1956 w Lagos) – nigeryjski piłkarz grający na pozycji lewego pomocnika. W swojej karierze rozegrał 39 meczów i strzelił 5 goli w reprezentacji Nigerii.

## Kariera klubowa
W swojej karierze piłkarskiej Amiesimaka grał w klubie Enugu Rangers.

## Kariera reprezentacyjna
W reprezentacji Nigerii Amiesimaka zadebiutował w 1977 roku. W 1978 roku został powołany do kadry na Puchar Narodów Afryki 1978. Wystąpił w nim w pięciu meczach: grupowych z Górną Woltą (4:2), w którym strzelił gola, z Ghaną (1:1) i z Zambią (0:0) i w półfinałowym z Ugandą (1:2). Z Nigerią zajął 3. miejsce w tym turnieju.
W 1980 roku Amiesimaka był w kadrze Nigerii na Igrzyska Olimpijskie w Moskwie i Puchar Narodów Afryki 1980. W tym pucharze wystąpił w pięciu meczach: grupowych z Tanzanią (3:1), z Wybrzeżem Kości Słoniowej (0:0) i z Egiptem (1:0), półfinałowym z Marokiem (1:0) i finałowym z Algierią (3:0). Z Nigerią wywalczył mistrzostwo Afryki. W kadrze narodowej grał do 1981 roku. Wystąpił w niej 39 razy i strzelił 5 goli.